# NGC 1874
NGC 1874 is een emissienevel in het sterrenbeeld Goudvis. Het hemelobject werd op 16 december 1835 ontdekt door de Britse astronoom John Herschel.

## Synoniemen
- ESO 56-EN84